# Kurt Aust
Kurt Aust (pseudonim pisarski Kurta Østergaarda, ur. 6 grudnia 1955 w Ikast, Dania) – norweski pisarz, tłumacz i publicysta.

## Życiorys
Aust urodził się i wychował w Danii, lecz od 1982 r. mieszka i pracuje w Norwegii (w miejscowości Horten). Zadebiutował jako pisarz w 1999 r. Wcześniej napisał scenariusz do historycznego komiksu na temat statku niewolników Fredensborg.
Kurt Aust jest autorem kilku historycznych powieści kryminalnych osadzonych w realiach osiemnastowiecznej Danii i Norwegii. Głównymi bohaterami tych powieści są profesor Thomas af Boueberg z Uniwersytetu Kopenhaskiego oraz Norweg Petter Hortten.
W 2006 r. Aust wydał są pierwszą powieść współczesną, thriller De usynlige brødre.

## Nagrody i wyróżnienia
- Nagroda Rivertona 2003 za powieść Hjemsøkt
- Szklany Klucz 2004 za powieść Hjemsøkt